# Université de Bamako
L'université de Bamako était une université publique malienne située à Bamako entre 1996 et 2011. Elle est aussi connue sous le nom « d'université du Mali ».
Elle a été ouverte en 1996 en réunissant les 9 campus de la ville. L'institution a été officialisée par la loi 93-060 de septembre 1993, mais n'a été matérialisée qu'en 1996.
En 2000, 19 714 étudiants et 538 enseignants occupaient les 9 campus. En 2008/2009, l’université de Bamako comptent plus de 70 000 étudiants, près du double qu’en 2004/2005 (35 284).
Mercredi 28 septembre 2011, le gouvernement a adopté en conseil des ministres quatre projets d'ordonnance portant création des « Universités de Bamako » ainsi des décrets fixant l’organisation et les modalités de fonctionnement. L’université de Bamako dont l'effectif atteint 80 000 étudiants en 2010-2011, est remplacée par 4 universités : l’université des sciences sociales et de gestion de Bamako (USSGB), l’université des lettres et des sciences humaines de Bamako (ULSHB), l’université des sciences, des techniques et des technologies de Bamako (USTTB) et l’université des sciences juridiques et politiques de Bamako (USJPB) et la création d'une nouvelle école dénommée École normale d'enseignement technique et professionnel (ENETP). Le  8 décembre 2011, l'Assemblée nationale a adopté le projet de loi relatifs à la ratification des ordonnances d u 28 septembre 2011 créant les quatre nouvelles universités de Bamako et d'une grande école.

## Anciennes composantes

### Facultés
- Faculté de médecine, de pharmacie et d’odonto-stomatologie (FMPOS)
- Faculté des lettres, langues, arts et sciences humaines (FLASH)
- Faculté des sciences et techniques (FAST)
- Faculté des sciences juridiques et économiques (FSJE)

### Instituts et centres
- Institut supérieur de formation et de recherche appliquée (ISFRA)
- Institut polytechnique rural de formation et de recherche appliquée (IPR / IFRA)
- Institut universitaire de gestion (IUG)

### Grandes Écoles
- École nationale d'ingénieurs Abderhamane Baba Touré (ENI/ABT)
- École normale supérieure (ENSup)
- École normale d'enseignement technique et professionnel (ENETP)

## Personnalités liées à l'université

### Étudiants
- Léontine Nkague Nkamba, (2003 à 2005), professeure d'université et chercheuse
- Mohamed Youssouf Bathily [4]